# François de Lorena
Francisco de Lorena (en francés François de Lorraine) (1506-1525) fue Conde de Lambesc, y Comandante del ejército Francés durante el reinado de Francisco I de Francia. Era el hijo menor de René II de Lorena y Felipa de Güeldres.
Lideró a la Banda Negra de Lansquenetes renegados durante la Batalla de Pavía. Murió en el enfrentamiento que sostuvieron contra los Lansquenetes Imperiales de Jorge de Frundsberg durante esta batalla.
- Datos: Q3750872